# Jay Manuel
Jay Manuel, född 14 augusti 1972 i Springfield, Illinois, men uppväxt i Toronto, är en kanadensisk make up-artist. Han är med i America's Next Top Model som regissör under fotograferingarna. Manuels mamma har påbrå från Tjeckien och Italien och hans pappa från Malaysia, Sydafrika och Holland. 